# Vildé-Guingalan
Vildé-Guingalan település Franciaországban, Côtes-d’Armor megyében. Lakosainak száma 1294 fő (2022. január 1.). Vildé-Guingalan Corseul, Aucaleuc, La Landec, Saint-Maudez, Trébédan és Trélivan községekkel határos.

## Népesség
A település népessége az elmúlt években az alábbi módon változott:
| Lakosok száma | 594  | 793  | 820  | 1137 | 1267 | 1253 | 1241 | 1239 | 1257 | 1294 |
|               | 1968 | 1982 | 1990 | 2006 | 2013 | 2015 | 2017 | 2019 | 2020 | 2022 |